# Jefferson Heights
Jefferson Heights es un lugar designado por el censo ubicado en el condado de Greene en el estado estadounidense de Nueva York. En el año 2000 tenía una población de 1,104 habitantes y una densidad poblacional de 290.5 personas por km².

## Geografía
Jefferson Heights se encuentra ubicado en las coordenadas 42°14′7″N 73°52′34″O / 42.23528, -73.87611.

## Demografía
Según la Oficina del Censo en 2000 los ingresos medios por hogar en la localidad eran de $43,750, y los ingresos medios por familia eran $45,365. Los hombres tenían unos ingresos medios de $47,109 frente a los $22,031 para las mujeres. La renta per cápita para la localidad era de $17,321. Alrededor del 7.5% de la población estaban por debajo del umbral de pobreza.